# Chiharu Shiota
Chiharu Shiota (塩田 千春, Shiota Chiharu) é uma artista plástica japonesa nascida em 1972, em Osaka. Atualmente, mora e trabalha em Berlim. Seus trabalhos são geralmente voltados para as instalações.

## Biografia
Shiota estudou artes na Universidade Seika em Quioto, formando-se em 1996. No mesmo ano, mudou-se para Brunsvique, na Alemanha, para estudar na Hochschule für Bíldende Künste, sob a tutela de Marina Abramovic. Segundo Shiota, na verdade ela queria estudar com a escultora polonesa Magdalena Abakanowicz, mas teria acidentalmente trocado o nome das duas quando se matriculou. A artista também foi aluna de Rebecca Horn, considerada uma das mais importantes artistas mulheres da Alemanha.
Posteriomente, Chiharu Shiota se estabeleceu na Universität der Künste de Berlim, onde se tornou professora. De volta ao Japão entre 2010 e 2013, foi professora na Universidade Seika, e por um breve período no California College of the Arts, na Califórnia, Estados Unidos.
A artista sofreu de câncer em sua juventude. A doença impactou profundamente sua arte, influenciando instalações como "During Sleep" (2007), onde mulheres se deitam sobre camas de hospital feitas de lã, e "Flowing Water" (2009), onde as camas de hospital surgem vazias e constantemente atingidas por uma chuva artificial.

## Trabalho
A obra de Chiharu Shiota captura diversos aspectos das práticas da performance e da instalação, mesmo em outros meios — videoarte, desenhos, pinturas — refletindo sua plural formação acadêmica, influenciada por Abramovic, Lygia Clark e Ana Mendieta. Conhecida por suas vastas teias de mangueiras ou fios, cujas proporções chegam a cobrir cômodos inteiros, a artista conecta essas redes abstratas com objetos do cotidiano como chaves, janelas, sapatos, botas e maletas em seus trabalhos. O constante uso de fios é justificado por Shiota: "vejo o fio simbolicamente como relações humanas. Na maioria de minhas instalações, os fios formam teias tridimensionais, e no fim, tudo se conecta. Um fio pode ir reto entre dois pontos, conectando-os; ele também pode se enroscar [...] e quebrar."
Assim como os materiais, temas também são recorrentes em seu trabalho: a ideia da memória, de espaço pessoal, de identidade e de dor. O sangue é constantemente representado em suas peças, com o simbolismo da família e da ancestralidade; isso também se relaciona com o choque de cultura que Shiota sofreu ao se mudar do Japão para a Alemanha. Esse, por sua vez, surge em sua obra representado por portas e janelas: "Portas e janelas são sempre fronteiras entre espaços e, quando você passa por eles, você se encontra em um novo ambiente, um novo mundo. O outro lado sempre parece diferente [...] e quando eu volto para o Japão ele sempre parece diferente de como eu o imaginava na Alemanha."
Além de suas obras visuais, ela também colabora com coreógrafos e compositores, como Toshio Hosokawa, Sasha Waltz e Stefan Goldmann para projetos de ópera, concertos e dança.
A primeira exposição solo da artista se deu em Munique, em 2000; no mesmo ano, participou de cinco exposições em grupo na Alemanha. Desde então, a artista já expôs seu trabalho em diversos países, como a Inglaterra, Israel, Itália e Brasil, em exposições individuais e em grupo.

## Prêmios e indicações
- 2014: Selecionada pela Fundação Japão para representar o Japão na 56ª Bienal de Veneza[14]
- 2008:
  - Prêmio de Encorajamento para Novos Artistas do Ministério de Educação, Cultura, Esportes e Ciência do Japão[15]
  - Sakuya Kono Hana, Osaka, Japão[14]
- 2005: Agência de Assuntos Culturais (Bunka-cho), Japão[16]
- 2004: Bolsa de estudos de Artes Visuais do Departamento de Senado de Ciência, Pesquisa e Cultura (Arbeitsstipendium Bildende Kunst der Senatsverwaltung für Wissenschaft, Forschung, Kultur), Berlim, Alemanha[17]
- 2002:
  - Philip Morris K.K Art Award 2002, Nova Iorque, Estados Unidos[18]

## Exposições individuais
- 2015:
  - The Key in the Hand, Pavilhão Japonês, Biennale di Venezia[14]
  - In the beginning was..., Fundacío Sorigué, Lleida, Catalunha[19]
- 2014:
  - Cartas de agradecimientos, Spai d'Art Contemporani, Castelló[20]
  - Small room, Galerie Daniel Templon, Paris, França[21]
  - A terra e o Sangue, NF Galeria, Madrid, Espanha[22]
- 2013: House, Galerie Daniel Templon, Bruxelas, Bélgica[21]
- 2012:
  - Infinity, Galerie Daniel Templon, Paris, França[21][23]
  - Where Are We Going?, Marugame Inokuma-Genichiro Institute of Modern Art (MIMOCA), Marugame, Kagawa, Japão[24]
  - Chiharu Shiota. Sincronizando hilos y rizomas, NF Galeria, Madrid[22]
- 2011: Home of memory, La Maison Rouge, Paris, França[25]
- 2010:Trauma, NF Galeria, Madrid[22]
- 2009: 
  - Sem título, Kenji Taki Gallery, Tóquio, Japão[26]
  - Flowing Water, Niyazama Forest Art Museum, Toyama, Japão[27]
  - A long day, Rotwand Gallery, Zurique, Suíça[28]
  - Unconscious anxiety, Galerie Christophe Gaillard, Paris, França[29]
- 2008:
  - Waiting, Gallery Goff + Rosenthal, Nova Iorque, EUA[30]
  - Zustand des Seins, CentrePasquArt, Bienne, Suíça[31]
  - Breath of the Spirit, Museu Nacional de Arte, Osaka, Japão[32]
  - Solo show, Kenji Taki Gallery, Nagoya, Japão[26]
- 2007: From in silence, Kanagawa Arts Foundation, Japão[33]
- 2006: Dialogue from DNA, Wildnis + Kunst, Sarrebruck, Alemanha[34]
- 2005: 
  - During Sleep, Museum Moderner Kunst, Klagenfurt, Áustria[35]
  - Raum, Haus am Lützowplatz, Berlim, Alemanha[36]
- 2004:
  - Du côté de chez, igreja de Santa Maria Madalena,Lille, França[37]
  - Dialogue from DNA, Centro de Arte Japonesa e Tecnologia, Cracóvia, Polónia[34]
  - In silence, Museu de Arte Contemporânea de Hiroshima, Hiroshima, Japão[38]
- 2003:
  - The Way into Silence, Württembergischer Kunstverein, Estugarda, Alemanha[39]
  - Dialogue from DNA, Centro de Arte Contemporânea, castelo de Ujazdowski, Varsovia, Polônia[34]
- 2002: 
  - Uncertain daily life, Kenji Taki Gallery, Tóquio, Japão[40]
  - In silence, instalação, Akademie Schloss Solitude, Estugarda, Alemanha[38]